# Nango-Foulcé
Pour les articles homonymes, voir Nango.
Ne doit pas être confondu avec Nango-Yarcé ou Nagraogo-Foulcé.
Nango-Foulcé est une commune rurale située dans le département de Zogoré de la province du Yatenga dans la région Nord au Burkina Faso.

## Géographie
Nango-Foulcé est limitrophe de Nango-Yarcé au sud et se trouve à 7 km au nord de Zogoré, le chef-lieu du département, et à environ 25 km au sud-ouest du centre de Ouahigouya. La ville est à 3 km à l'ouest de la route nationale 10 allant de Ouahigouya à Tougan.

## Histoire
Comme son nom l'indique, ce village abrite majoritairement des populations de l'etnie Foulcé (ou Kurumba).

## Santé et éducation
Nango-Foulcé accueille un dispensaire isolé tandis que le centre de santé et de promotion sociale (CSPS) se trouve à Zogoré et le centre hospitalier régional (CHR) à Ouahigouya.
Nango-Foulcé possède deux écoles primaires publiques (A et B) et le collège d'enseignement général (CEG) est à Nango-Yarcé.